# Alain Grandbois
Alain Grandbois (Saint-Casimir, 25 mei 1900 – Quebec (stad), 18 maart 1975) was een Canadees Franstalig dichter.  Op zijn geboortehuis staat een plaat die hem beschrijft als de "eerste grote moderne dichter van Quebec"

## Enkele werken
- Né à Québec: Louis Jolliet (1933)
- Avant le chaos (1945)
- Îles de la nuit (1944)

## Eretitels
- In 1954 kreeg hij van de Royal Society of Canada het Lorne Pierce Medal
- In 1967 werd hij opgenomen in de Orde van Canada
- In 1970 kreeg hij van de regering van Quebec de Prix Athanase-David

- Bibliothèque nationale de France: cb120809744 (data)
- CiNii: DA04542967
- Gemeinsame Normdatei: 118541498
- International Standard Name Identifier: 0000 0001 0889 5177
- Library of Congress Control Number: n50037072
- Nationale Bibliotheek van Tsjechië: mub2016903495
- Nationale bibliotheek van Australië: 35181504
- Nationale Bibliotheek van Israël: 987007272209205171
- Nederlandse Thesaurus van Auteursnamen: 070516936
- Réseau des bibliothèques de Suisse occidentale: 02-A003314081
- Système universitaire de documentation: 029116465
- Trove: 854810
- Virtual International Authority File: 39402318
- WorldCat: E39PBJht4DxjyxMxVT9yQDCfbd